# Peter Merx
Peter Merx (Warfhuizen, 8 augustus 1988) is een Nederlands wielrenner.

## Carrière
In 2011 won Merx de vierde etappe in de Ronde van Roemenië, voor (de later geschrapte) Vladimir Koev en Sergiu Cioban. In 2019 won hij de zesde etappe in de Ronde van Burkina Faso, waardoor hij tien plaatsen steeg in het klassement.

## Overwinningen
2011
4e etappe Ronde van Roemenië
2017
2e etappe Ronde van Togo
2019
6e etappe Ronde van Burkina Faso